# Osservatorio di Astrofisica e Scienza dello Spazio di Bologna
L'Osservatorio di Astrofisica e Scienza dello Spazio di Bologna è un centro pubblico di ricerca scientifica, parte dell'Istituto Nazionale di Astrofisica (INAF). L'osservatorio si trova a Bologna, nel quartiere Navile, dove è diviso in due sedi: il plesso del Battiferro, nell'area dell'Università (in via Gobetti 93/3) e il plesso del Cnr, all'interno dell'Area di ricerca del CNR (via Gobetti 101). Fa inoltre parte dell'osservatorio anche la Stazione astronomica di Loiano (BO). Lavorano all'osservatorio circa 150 persone.
Le attività di ricerca dell'osservatorio coprono la maggior parte dei campi dell'astrofisica moderna. I ricercatori dell’osservatorio utilizzano grandi telescopi da terra e dallo spazio che operano su tutto lo spettro elettromagnetico per studiare problemi astrofisici che vanno dall’evoluzione dell’universo all’osservazione di quasars, buchi neri e galassie, fino all’evoluzione stellare e – utilizzando il telescopio di Loiano – la ricerca di detriti spaziali.

## Storia
L'Osservatorio di Astrofisica e Scienza dello Spazio di Bologna è nato nel 2017 dall'accorpamento fra l'Istituto di astrofisica spaziale e fisica cosmica di Bologna e l'Osservatorio astronomico di Bologna.